# Sirama Ankaragna
Sirama Ankaragna est une localité du district d'Ambilobe dans la région de Diana. Elle se situe dans la vallée de Mahavavy, plus précisément dans la commune rurale d'Antsohimbondrona.

## Histoire
L'histoire de la ville est liée à l'usine sosumav, elle a eu de difficulté de 1998-2002.

## Administration
A Sirama, i existe une école primaire publique, un collègue, un lycée, un hôpital.

## Économie
L'économie de la petite ville est base sur l'usine Ouest sucre.Elle a connu de l'amélioration de situation en 2020.